# سبينوب
سبينوب (بالإنجليزية: Spinnup)‏ هي شركة توزيع موسيقي رقمي ،مملوكة لمجموعة يونيفرسال الموسيقية، تأسست عام 2013 في السويد وايضا هي عبارة عن منصة توزيع موقعة تقدم خدمة للفنانين للموسيقين والفنانين الذين لم يوقعو عقود مع العلامات التجارية الكبيرة حتي يتمكنو من توزيع أغانيهم في جميع انحاء العالم عبر تجار الجزئة على الانترنت مثل ديزر ويوتيوب ميوزيك وسبوتيفاي وأمازون ميوزك .